# Беніан-бігоні
Беніан-бігоні (груз. ბენიან-ბეგონი) — село в Грузії.
За даними перепису населення 2014 року в селі проживає 12 осіб.